# Märkische Schweiz

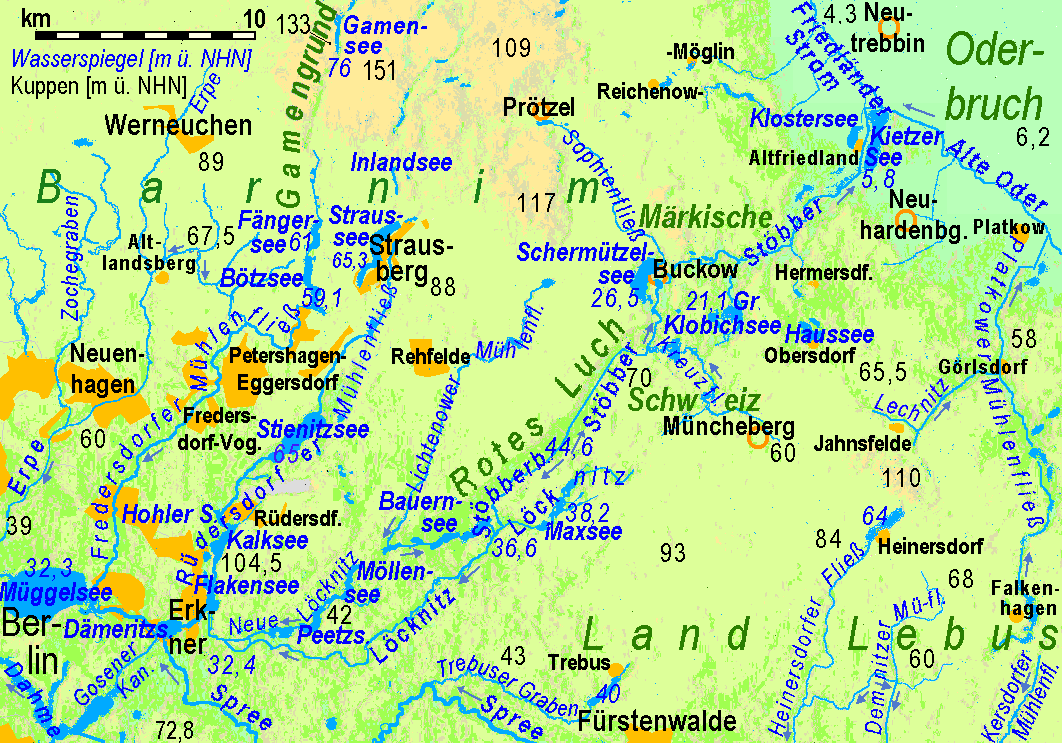
Märkische Schweiz på karta över östra Brandenburg.

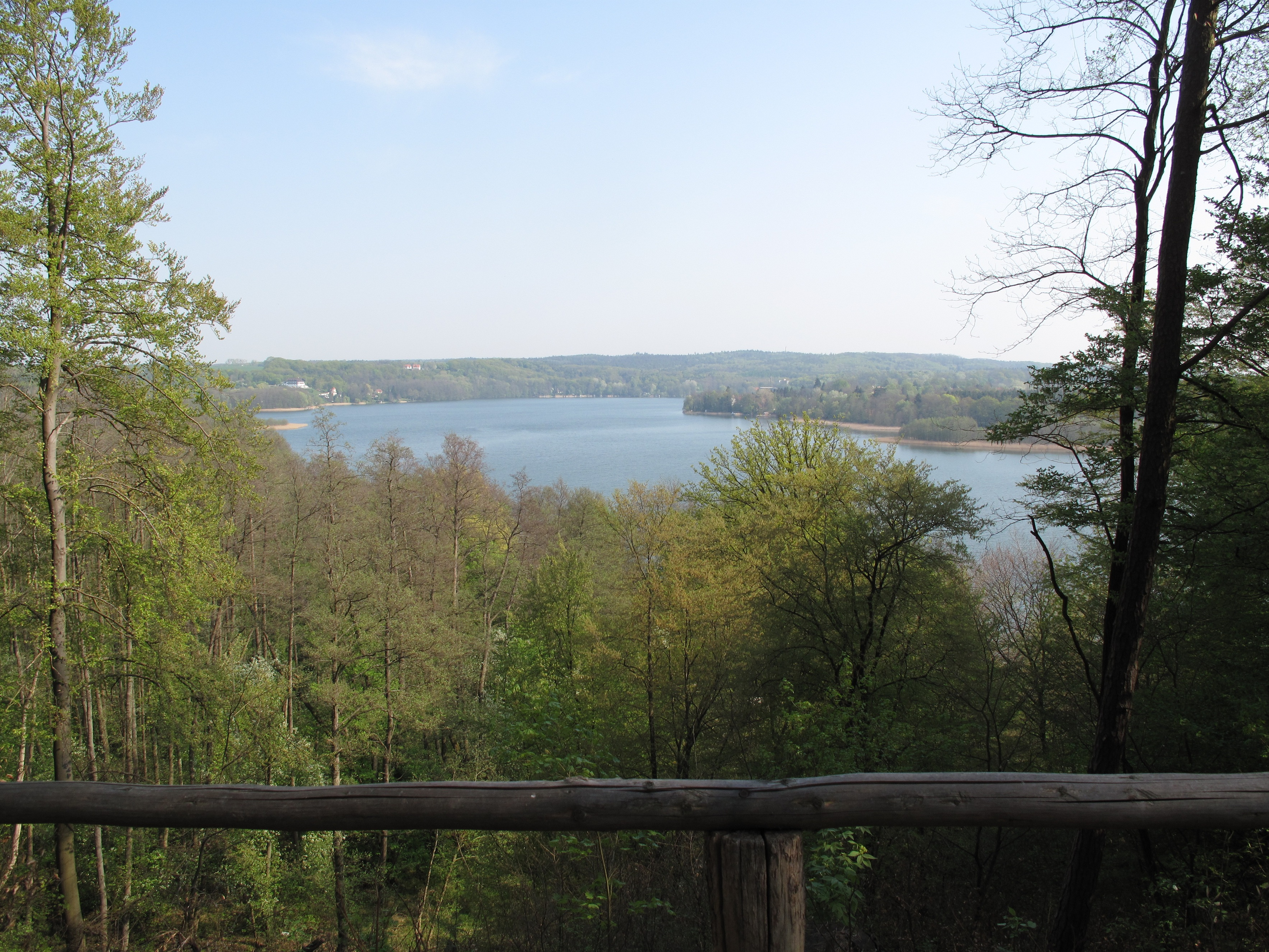
Utsikt från vandringsled vid Schermützelsee.

Märkische Schweiz ("Brandenburgska Schweiz") är ett kulligt naturlandskap i östra Tyskland, beläget cirka 50 km öster om centrala Berlin, i Landkreis Märkisch-Oderland.  I området finns den 205 km² stora Naturpark Märkische Schweiz, som omfattar det egentliga Märkische Schweiz samt angränsande naturområden.  Områdets ändmoränformationer, som givit landskapet dess karaktär, bildades under de senaste nordeuropeiska istiderna.  Namnet Märkische Schweiz myntades under det tidiga 1800-talets romantiska svärmeri för dramatiska landskap, och syftar på det för landskapet Mark Brandenburg otypiska kuperade skogs- och sjörika naturlandskapet som, i jämförelse med resten av Brandenburg, i vidare mening påminner om landet Schweiz.
Den största orten i Märkische Schweiz är småstaden och kurorten Buckow vid sjön Schermützelsee, som också utgör områdets centrum.
Natur-, hälso- och kulturturism är viktiga näringar i regionen, med flera vandrings- och cykelleder som passerar genom det relativt glesbefolkade området.  Området har bland annat skildrats av Theodor Fontane, och dramatikern Bertolt Brecht var bosatt i Buckow sommartid under sina sista levnadsår.